# Vattenmynta
Vattenmynta (Mentha aquatica L.) är en flerårig ört i familjen kransblommiga växter. Kallas ibland hästmynta.

## Beskrivning
Vattenmynta är en väldoftande ört, med krypande jordstam, som blir upp till 70 cm hög. Hela växten är kal eller något hårig. Jordstammen bildar utlöpare, varav en del av dessa är ovanjordiska.
Bladen är rundade till spetsigt elliptiska och har oftast tydligt tvär bas. Bladkanterna är helbräddade till grovt naggade eller sågade och har tydliga nerver.

Sammansatt klase.

De violetta blommorna sitter i huvudlika klasar i stjälkens topp. Ofta finns det några klasar även i bladvecken strax under toppen. Den närstående arten åkermynta, Mentha avrensis L., har däremot aldrig blommor i stjälkens topp.
Fodret har spetsiga flikar och tydliga nerver. Kronan är hårig med utskjutande ståndare, fyra stycken i var liten delblomma. 
Vattenmynta blommar i juli  – augusti.

## Underart
Huvudarten, vanlig vattenmynta, är hårig på såväl blad, blomma och stjälk, men underarten Mentha aquatica subsp. literalis saknar hår helt och hållet.

## Hybrid
Mentha × pyramidalis Ten., 1811

## Habitat
Europa, västra Asien och Nordafrika.
Växten kan uppdelas i två underarter:
- Mentha aquatica ssp. aquatica finns i hela utbredningsområdet.
- Mentha aquatica ssp. literalis finns enbart vid havsstränder längs Östersjöns kuster och öar.

### Utbredning
- Norden
- Norra halvklotet 
  - Ej ursprunglig i Nordamerika

## Biotop
Kärr, stränder, bäckar och diken. Kalkgynnad.

## Etymologi
- Släktet Mentha syftar på den grekiska mytologin, där det sades att nymfen Minthe förvandlade sig till en mynta, när hon uppvaktades av guden Pluton. Redan Hippokrates (460 f.Kr. – 370 f.Kr) använde Mentha som namnet på en växt, dock oklart om exakt vilken art.
- Artepitetet aquatica är latin och betyder växer vid vatten, av aqua = vatten.

## Underarter
- Mentha aquatica var. capitata (Opiz) Briq.
- Mentha aquatica ssp. caput-medusae Trautmann & Urumoff
- Mentha aquatica ssp. lloydii (Boreau) Nyman
- Mentha aquatica ssp. typica Halacsy
- Mentha aquatica ssp. litoralis (Hartm.) Neuman, strandmynta
- Mentha aquatica ssp. ortmanniana (Opiz) Lemke, 1814

## Hybrider
Kransmynta, Myntha x verticillata är en korsning mellan vattenmynta och åkermynta. Kransmynta har enbart underjordiska  utlöpare.

## Användning
Några stjälkar vattenmynta lagda i kokande vatten jämte lite socker ger en välsmakande dryck.

## Bilder

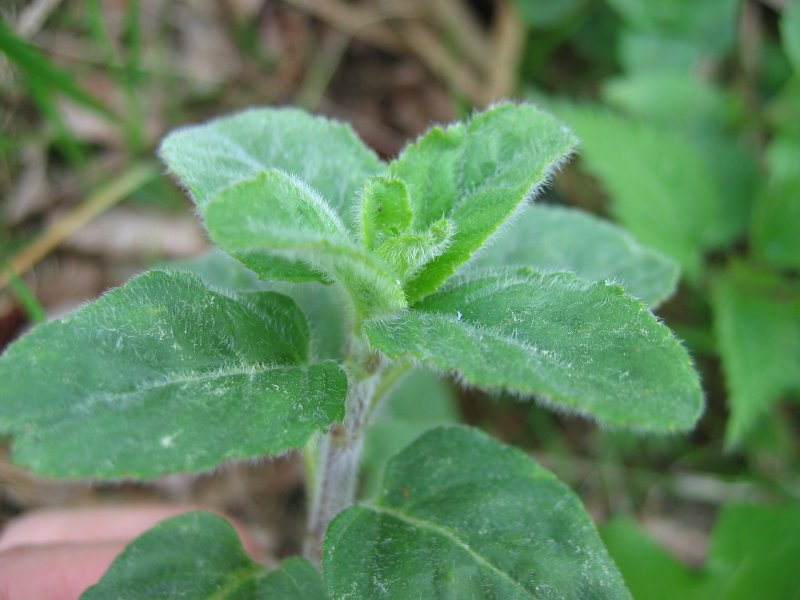
Skott före blomningen
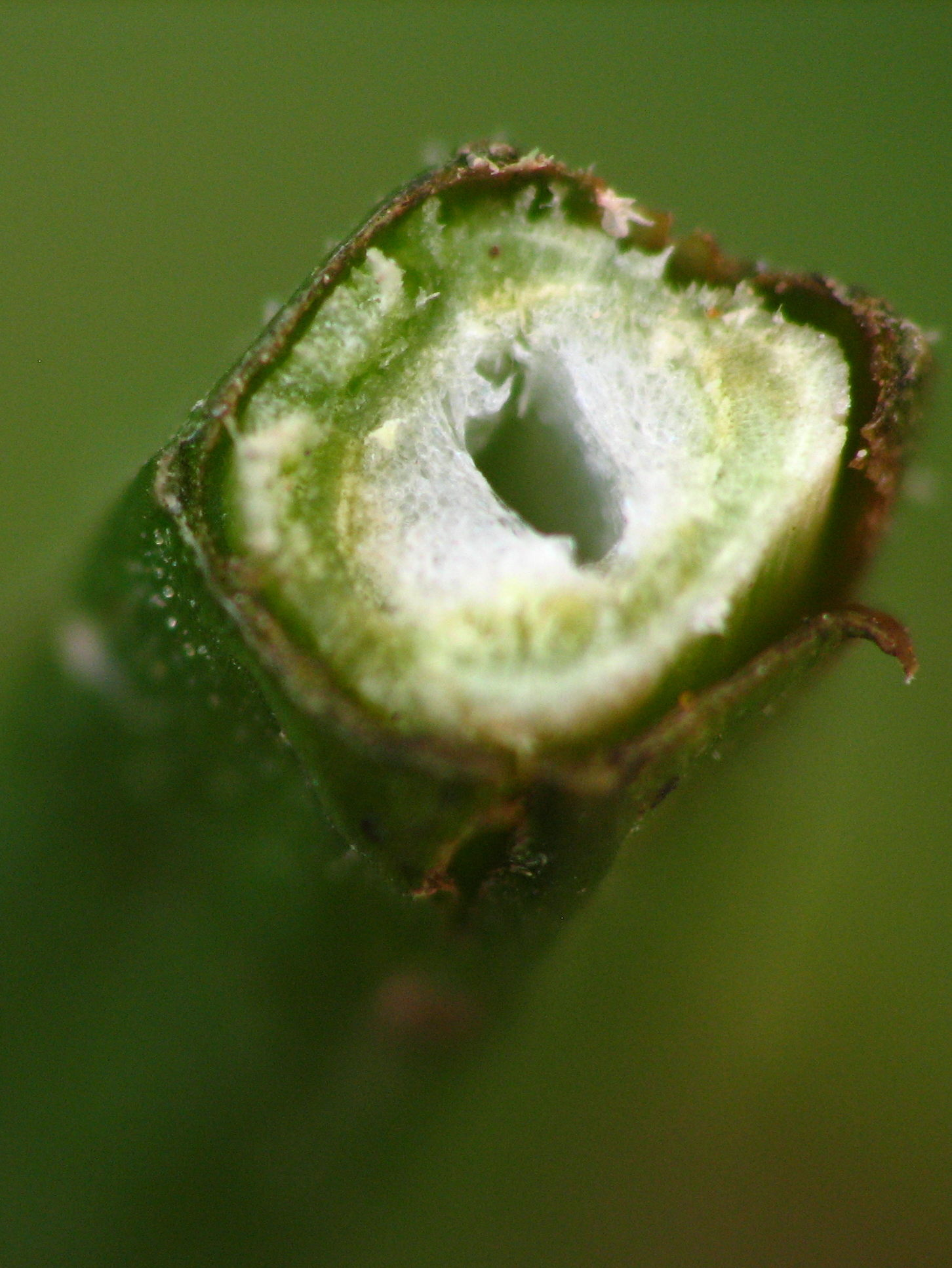
Genomskärning av den fyrkantiga stjälken
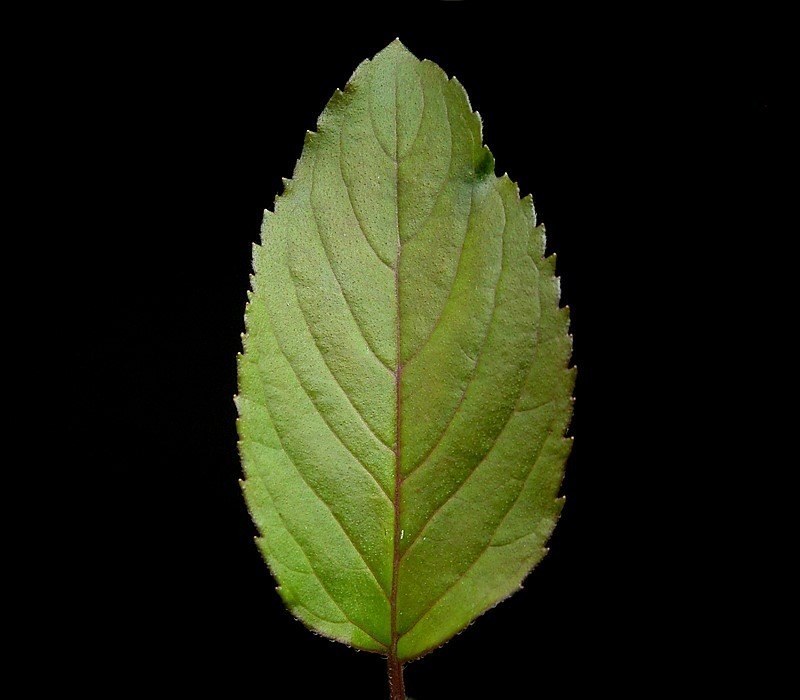
Blad med tydliga nerver
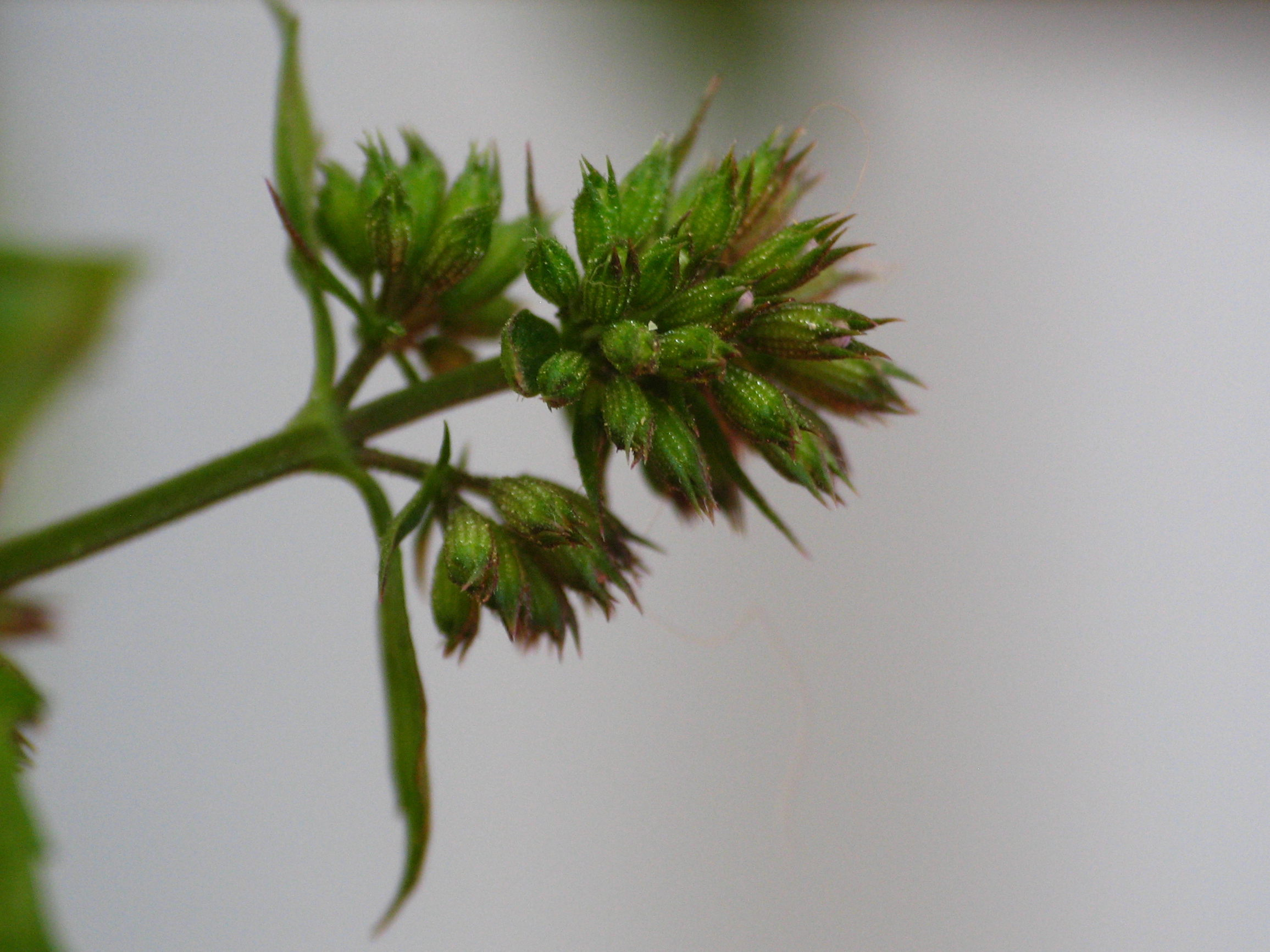
Knoppar